# Marco Conti
Marco Conti, né  le 14 avril 1969 à Serravalle, est un homme politique de la République de Saint-Marin.

## Biographie
Diplômé en génie mécanique de l'Université de Bologne, il adhère en 1992 au Parti démocrate-chrétien. À partir de 1995, il travaille au bureau des registres des véhicules jusqu'en 2009 et à partir de 2002 il est également coordinateur des affaires intérieures et de la protection civile jusqu'en 2005. 
Il est élu au Grand Conseil général en 2006.
En 2009, il devient directeur général de l'aviation civile et de la navigation maritime jusqu'à son élection en tant que capitaine-régent, fonction qu'il exerce avec Glauco Sansovini du 1er avril au 1er octobre 2010.